# 13 Pułk Piechoty (PSZ)
13 Pułk Piechoty „Rysiów” (13 pp) – oddział piechoty Polskich Sił Zbrojnych w ZSRR.

## Historia pułku
13 pułk piechoty był formowany od 13 września 1941 roku w składzie 5 Wileńskiej Dywizji Piechoty w Tatiszczewie. 17 września został wydany pierwszy rozkaz dzienny, a następnego dnia odbyła się odprawa wszystkich oficerów pułku. 19 września ogłoszono w rozkazie obsadę personalną pułku oraz przydzielono pododdziałom radzieckie regulaminy wojskowe. Kolejnego dnia przyjęto pierwszą partię koni. 21 września pułk otrzymał karabiny i karabiny automatyczne. 1 października zarządzono budowę ziemianek i zabezpieczenie istniejących urządzeń na zimę. 19 października poświęcono i otwarto świetlicę pułkową, która z trudem mogła pomieścić 90 osób. 30 października w trakcie odprawy oficerów przeprowadzono wybory do sądu honorowego. 24 listopada zmarł por. Antoni Majchrzycki, zastępca szefa sztabu i oficer oświatowy pułku, dwukrotnie odznaczony Krzyżem Walecznych, który w czasie wojny z bolszewikami służył w załodze pociągu pancernego „Generał Sikorski”. 2 grudnia został powołany Komitet Pomocy Rodzinom Polskim na terenie ZSRR. 6 grudnia odbyło się zebranie komitetu redakcyjnego pisma pułkowego „Ryś”. Tego samego dnia został uruchomiony dywizyjny kurs podchorążych rezerwy piechoty dla podoficerów i szeregowych z cenzusem. Następnego dnia wszyscy szeregowcy pułku otrzymali legitymacje osobiste. 10 grudnia „pułk wkopał się w zimę”, budując 108 małych i 23 podwójne ziemianki. Przy budowie ziemianek zatrudnionych było 2605 żołnierzy. Na budowę ziemianek zużyto 432 m² drzewa. 15 grudnia, w związku z przyjazdem Naczelnego Wodza, ogłoszono awanse. Na stopień podpułkownika został mianowany major Wincenty Powichrowski, na stopień majora kapitanowie Stanisław Górnikowski, Ludwik Ziobrowski i Marceli Midor, a na stopień kapitana porucznicy Antoni Majchrzycki (pośmiertnie), Wacław Buyko, lek. Imisław Rozbicki i Leon Berkowicz.
Następnie pułk przewieziony został transportem kolejowym w dniach 16–26 I 1942 r. do wsi Błagowieszczanka w Kirgiskiej SRR. Struktura organizacyjna wzorowana była na etacie pułku strzeleckiego Armii Czerwonej.
W sierpniu 1942 roku został ewakuowany z ZSRR poprzez Iran do Iraku, a we wrześniu włączony w skład Armii Polskiej na Wschodzie. 25 października 1942 roku pułk został rozformowany. Na jego bazie zostały utworzone dwa bataliony strzelców (10 i 13) oraz zawiązki dla innych oddziałów 5 Wileńskiej Dywizji Piechoty.

## Obsada personalna pułku
Dowódcy pułku
- ppłk/płk Nikodem Sulik (15 IX 1941[1] - 24 III 1942[9])
- ppłk Wincenty Powichrowski (24 III - 25 X 1942[9])

Zastępcy dowódcy pułku
- ppłk Józef Kramczyński (15 IX 1941[1] - 15 I 1942)[10]
- ppłk Wincenty Powichrowski (16 I  - 24 III 1942)
- mjr Ludwik Ziobrowski (25 III - 25 X 1942)

- szef sztabu – mjr Edward Downarowicz[9]
- dowódca I batalionu - kpt. Józef Izydor Synowiec-Świątniczański[9]
- dowódca 3 kompanii strzeleckiej – kpt. piech. Jan Dragan[11]
- dowódca II batalionu - mjr Wiktor Stoczkowski[9]
- dowódca III batalionu - mjr Władysław Kamiński[9]